# نوبويوكي أبه
نوبويوكي أبه (باليابانية: 阿部 信行 أبه نوبويوكي) (24 نوفمبر 1875 - 7 سبتمبر 1953) كان جنرال في الجيش الإمبراطوري الياباني، وحاكم عام على كوريا، وسياسي ياباني شغل منصب رئيس الوزراء الياباني السادس والثلاثين.